# Torrebonica
Torrebonica es un vecindario del municipio de Tarrasa, situado a un par de kilómetros al este del núcleo urbano y colindando con Sabadell, en la provincia de Barcelona (Cataluña). Se encuentra en un área boscosa y llana junto al torrente de la Batzuca, tributario del río Sec, y se accede por un desvío de la N-150, o carretera de Moncada, que también lleva al Hospital de Tarrasa. Está limitado al norte por la vía del tren Barcelona-Manresa –donde se encuentra el apeadero de Torrebonica, actualmente sin servicio–, más allá de la que se extienden los planes de Can Bonvilar.
Según el censo del 2024, siete personas tenían su residencia permanente en esta zona.
Tiene su origen en el sanatorio de tuberculosos Virgen de Montserrat creado en 1911, llamado popularmente la Casa de Torrebonica, alrededor del cual se desarrollaron varios huertos y se levantaron algunas casas. El sanatorio se construyó en la antigua masía de Can Viver de Torrebonica, que fue modificada por Josep Domènech i Mansana para los nuevos usos hospitalarios. Todos estos terrenos fueron cedidos a la Obra Social de la Caixa en 1922 y, una vez el sanatorio dejó de funcionar, en 1999 el Ayuntamiento de Tarrasa los recalificó y fueron adquiridos en el año 2000 por el Real Club de Golf El Prat, que ha construido sus nuevas instalaciones, ya que la sede original estaba en la tierra.
La administración del campo de golf de Torrebonica y Can Bonvilar, de 270 hectáreas, quiere ampliar su extensión, con proyecto de crear una urbanización de lujo y un vial de acceso propio con entrada desde la autopista C-58. El proyecto desató fuertes protestas en todo el Vallès por parte de grupos ecologistas y ciudadanos, ya que paralelamente el Ayuntamiento de Tarrasa hizo una recalificación de los terrenos de los alrededores de Torrebonica, que de rurales pasaron a ser considerados urbanizables. A resultas de todo ello, aunque el campo de golf ya está en funcionamiento, en el momento de su inauguración oficial, en 2004, todavía tenía pendientes varios contenciosos administrativos y expedientes sancionadores que dificultaban la consecución del proyecto inicial.
En 2010 la Fundación Sant Llàtzer de Tarrasa compró la finca de Torrebonica en la Caixa, donde estaba previsto que se realizara el campus universitario de Ciencias de la Salud del Consorcio Sanitario de Tarrasa.
En junio de 1972, el apeadero de Torrebonica fue escenario del suicidio de dos vecinos de Tarrasa: José Félix Rodríguez Montero (41 años) y Joan Turu Vallès (21 años). En las vías de la Renfe, a escasos metros de la estación, aparecieron sus cuerpos decapitados, aparentemente por suicidio. La investigación posterior descubrió que ambos apenas se conocían de un par de semanas, pero tenían una relación epistolar de meses atrás, especialmente ligado al tema de la ufología. En ambos cadáveres se encontró un papel con un mensaje, escrito con bolígrafo, que decía: «Los extraterrestres nos llaman. WKTS88».
Este suceso inspiraría la película Platillos volantes, dirigida y escrita por Óscar Aibar en 2003.